# Rosalba Forciniti
Rosalba Forciniti est une judokate italienne, née à Cosenza le 13 février 1986. Elle a notamment remporté une médaille de bronze aux Jeux olympiques de 2012 en catégorie moins de 52 kg.